# كيبدو
كيبدو وهي عاصمة إدارة تشوكو، في غرب كولومبيا، على نهر أتراتو. ببلدية كيبدو، تبلغ مساحتها حوالي 3,337.5 كم² ويبلغ عدد سكانها حوالي 100,000  تتكون أساسا من العنصر الكولومبي/الإفريقي والزامبو/الكولومبي..

## لمحة تاريخية
في عصور ما قبل التاريخ كانت الغابات المطيرة في شوكو عائقا رئيسيا في عزل أمريكا الوسطى وحضارات الأنديز.
المناخ الرطب للغاية ساهم في تأخير الحضور الإستعماري الإسباني.

## المناخ
| البيانات المناخية لـQuibdó (Aeropuerto El Caraño)                   | البيانات المناخية لـQuibdó (Aeropuerto El Caraño) | البيانات المناخية لـQuibdó (Aeropuerto El Caraño) | البيانات المناخية لـQuibdó (Aeropuerto El Caraño) | البيانات المناخية لـQuibdó (Aeropuerto El Caraño) | البيانات المناخية لـQuibdó (Aeropuerto El Caraño) | البيانات المناخية لـQuibdó (Aeropuerto El Caraño) | البيانات المناخية لـQuibdó (Aeropuerto El Caraño) | البيانات المناخية لـQuibdó (Aeropuerto El Caraño) | البيانات المناخية لـQuibdó (Aeropuerto El Caraño) | البيانات المناخية لـQuibdó (Aeropuerto El Caraño) | البيانات المناخية لـQuibdó (Aeropuerto El Caraño) | البيانات المناخية لـQuibdó (Aeropuerto El Caraño) | البيانات المناخية لـQuibdó (Aeropuerto El Caraño) |
| الشهر                                                               | يناير                                             | فبراير                                            | مارس                                              | أبريل                                             | مايو                                              | يونيو                                             | يوليو                                             | أغسطس                                             | سبتمبر                                            | أكتوبر                                            | نوفمبر                                            | ديسمبر                                            | المعدل السنوي                                     |
| ------------------------------------------------------------------- | ------------------------------------------------- | ------------------------------------------------- | ------------------------------------------------- | ------------------------------------------------- | ------------------------------------------------- | ------------------------------------------------- | ------------------------------------------------- | ------------------------------------------------- | ------------------------------------------------- | ------------------------------------------------- | ------------------------------------------------- | ------------------------------------------------- | ------------------------------------------------- |
| الدرجة القصوى °م (°ف)                                               | 36.6 (97.9)                                       | 35.0 (95.0)                                       | 35.4 (95.7)                                       | 37.0 (98.6)                                       | 35.0 (95.0)                                       | 38.0 (100.4)                                      | 36.8 (98.2)                                       | 35.4 (95.7)                                       | 35.0 (95.0)                                       | 34.8 (94.6)                                       | 35.4 (95.7)                                       | 35.6 (96.1)                                       | 38.0 (100.4)                                      |
| متوسط درجة الحرارة الكبرى °م (°ف)                                   | 30.1 (86.2)                                       | 30.2 (86.4)                                       | 30.4 (86.7)                                       | 30.8 (87.4)                                       | 31.0 (87.8)                                       | 31.2 (88.2)                                       | 31.1 (88.0)                                       | 31.0 (87.8)                                       | 30.7 (87.3)                                       | 30.4 (86.7)                                       | 30.2 (86.4)                                       | 29.6 (85.3)                                       | 30.6 (87.1)                                       |
| المتوسط اليومي °م (°ف)                                              | 26.2 (79.2)                                       | 26.4 (79.5)                                       | 26.6 (79.9)                                       | 26.6 (79.9)                                       | 26.7 (80.1)                                       | 26.6 (79.9)                                       | 26.6 (79.9)                                       | 26.4 (79.5)                                       | 26.2 (79.2)                                       | 26.0 (78.8)                                       | 26.0 (78.8)                                       | 26.0 (78.8)                                       | 26.4 (79.5)                                       |
| متوسط درجة الحرارة الصغرى °م (°ف)                                   | 23.0 (73.4)                                       | 23.1 (73.6)                                       | 23.2 (73.8)                                       | 23.4 (74.1)                                       | 23.2 (73.8)                                       | 23.0 (73.4)                                       | 22.8 (73.0)                                       | 22.9 (73.2)                                       | 22.8 (73.0)                                       | 22.7 (72.9)                                       | 22.8 (73.0)                                       | 23.0 (73.4)                                       | 23.0 (73.4)                                       |
| أدنى درجة حرارة °م (°ف)                                             | 19.0 (66.2)                                       | 21.0 (69.8)                                       | 20.8 (69.4)                                       | 20.0 (68.0)                                       | 20.0 (68.0)                                       | 19.0 (66.2)                                       | 19.8 (67.6)                                       | 19.6 (67.3)                                       | 20.0 (68.0)                                       | 18.0 (64.4)                                       | 20.0 (68.0)                                       | 20.0 (68.0)                                       | 18.0 (64.4)                                       |
| معدل هطول الأمطار مم (إنش)                                          | 579.3 (22.81)                                     | 505.4 (19.90)                                     | 526.1 (20.71)                                     | 654.6 (25.77)                                     | 776.2 (30.56)                                     | 761.6 (29.98)                                     | 802.6 (31.60)                                     | 851.7 (33.53)                                     | 702.4 (27.65)                                     | 654.0 (25.75)                                     | 728.1 (28.67)                                     | 588.5 (23.17)                                     | 8٬130٫5 (320.1)                                   |
| متوسط الأيام الممطرة                                                | 24                                                | 21                                                | 22                                                | 25                                                | 27                                                | 26                                                | 26                                                | 27                                                | 27                                                | 27                                                | 26                                                | 26                                                | 304                                               |
| متوسط الرطوبة النسبية (%)                                           | 88                                                | 86                                                | 86                                                | 88                                                | 87                                                | 87                                                | 86                                                | 87                                                | 87                                                | 88                                                | 88                                                | 89                                                | 87                                                |
| ساعات سطوع الشمس الشهرية                                            | 90.5                                              | 83.4                                              | 85.6                                              | 92.9                                              | 112.5                                             | 114                                               | 135.1                                             | 132.7                                             | 112.7                                             | 116.7                                             | 112.2                                             | 88.1                                              | 1٬276٫4                                           |
| المصدر: INSTITUTO DE HIDROLOGIA METEOROLOGIA Y ESTUDIOS AMBIENTALES |                                                   |                                                   |                                                   |                                                   |                                                   |                                                   |                                                   |                                                   |                                                   |                                                   |                                                   |                                                   |                                                   |

## أعلام
- كارلوس سانشيز مورينو
- دانيلسون كوردوبا
- هاميلتون ريكارد
- فرانشيسكو ماتورانا
- جاكسون مارتينيز